# 银川路街道
银川路街道，是中华人民共和国新疆维吾尔自治区乌鲁木齐市新市区下辖的一个乡镇级行政单位。

## 行政区划
银川路街道下辖以下地区：
鲤鱼山社区、银川路社区、西八家户社区、上八家户社区、小红桥社区、八家户社区、锦苑社区、汇展园社区、天山花园社区和华源社区。